# 5. Klavierkonzert (Saint-Saëns)

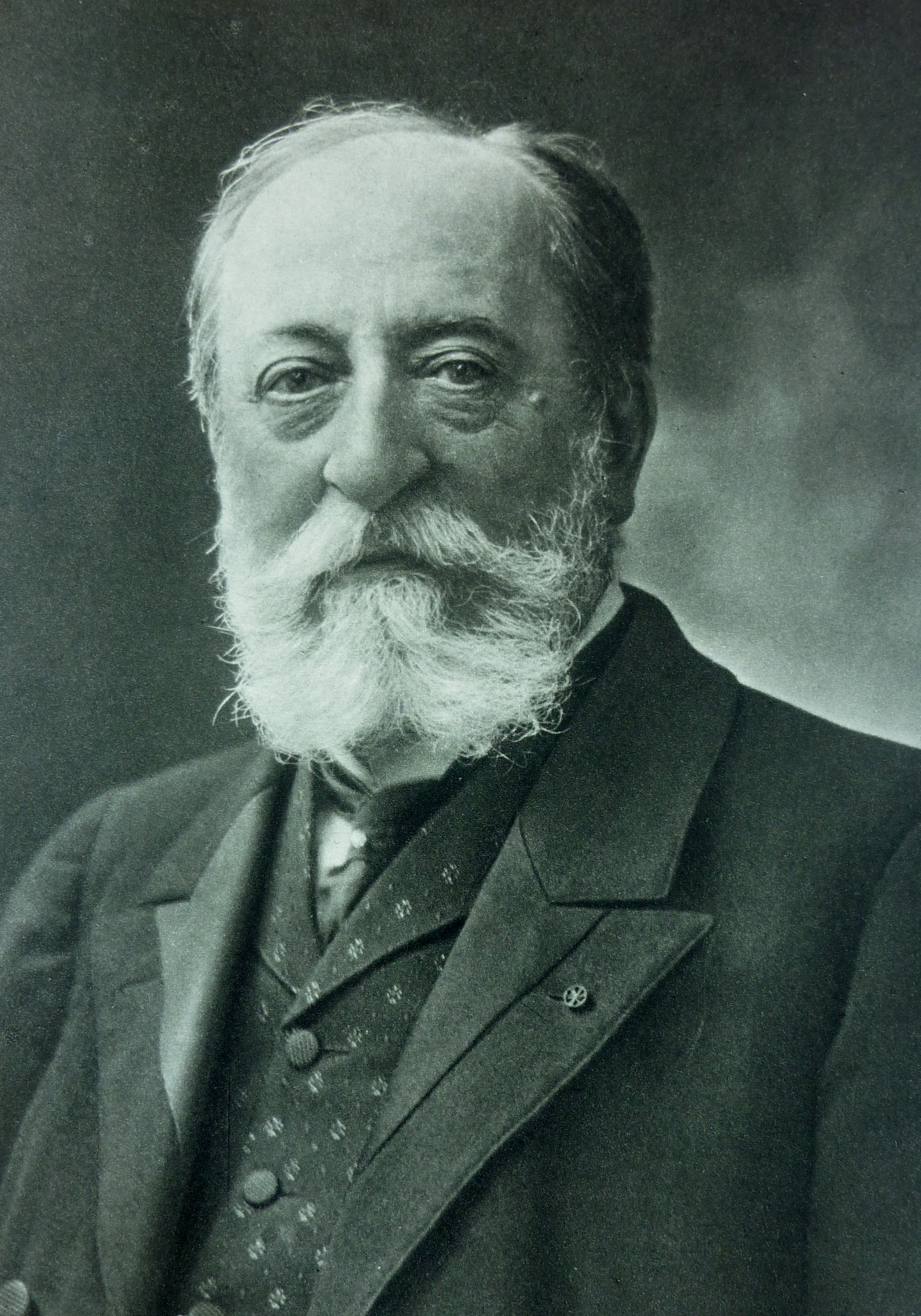
Saint-Saëns, vermutlich im Jahr 1895

Das 5. Klavierkonzert in F-Dur, op. 103, auch Ägyptisches Konzert (L’Égyptien) genannt, ist ein Werk für Klavier und Orchester des französischen Komponisten Camille Saint-Saëns.

## Entstehung
Das fünfte Klavierkonzert entstand als letzter Genrebeitrag Saint-Saëns’ 1896, über zwanzig Jahre nach dem vorhergehenden 4. Klavierkonzert. Der Beiname „Ägyptisches Konzert“ wurde dem Werk gegeben, da es während eines Aufenthalts in Ägypten in Luxor entstand. Saint-Saëns, der bis in seine späten Jahre ständig auf Reisen war, verarbeitet hier vornehmlich ägyptische, aber auch weitergefasste Reiseeindrücke. Tatsächlich enthält dieses Werk nicht nur von Ägypten inspirierte orientalische, sondern namentlich im zweiten Satz auch fernöstliche Klänge. Saint-Saëns selbst schrieb zum Konzert: „Eine Art Orientreise, die in der Episode in Fis-Dur sogar bis zum Fernen Osten vordringt. Die Passage in G-Dur ist ein nubisches Liebeslied, das ich von Schiffern auf dem Nil singen gehört habe, als ich auf einer Dahabieh den Strom hinuntersegelte“. Der Klangapparat wurde deshalb u. a. um die Piccoloflöte und das Tamtam erweitert. Dieses Spätwerk zeichnet, vor allem aus den genannten programmatischen Gründen, eine weniger romantische Klangwelt aus als die vorhergehenden Klavierkonzerte des Komponisten.
Das Werk ist Louis Diémer gewidmet, der später auch ein Arrangement für zwei Klaviere erstellte.

## Zur Musik

### Besetzung
Solo-Klavier, 2 Flöten, Piccoloflöte, 2 Oboen, 2 Klarinetten, 2 Fagotte, 4 Hörner, 2 Trompeten, 3 Posaunen, Pauke, Tamtam und Streicher

### 1. Satz: Allegro animato

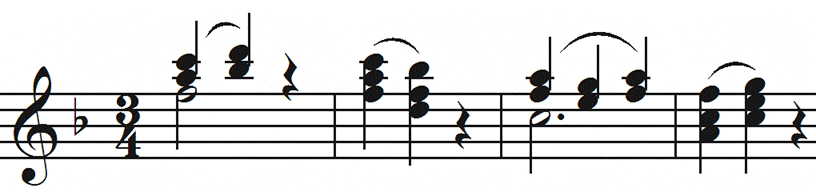
Das Hauptthema des ersten Satzes.

Der Hauptsatz des Konzerts ist seiner Klangwelt nach am konventionellsten und europäischsten gestaltet.
Das eröffnende Allegro setzt nach Ausbreitung eines Klangteppichs durch die Holzbläser direkt mit der Exposition und dem gesanglichen Hauptthema im Klavier ein. Eine von den Hörnern eingeleitete Passage im Anschluss beschleunigt das Geschehen. Es entsteht eine stets wachsende Dynamik, die erst durch einen beruhigenden Gedanken des Klaviers gebremst wird, der zum bedächtigen und unklar artikulierten zweiten Thema führt. Dieses Thema hat seinen Ursprung in einem ägyptischen Lied. Eine virtuose, kadenzähnliche Passage eröffnet die Durchführung, in der bald wieder die beschleunigende Hornpassage auftaucht und erneut eine wachsende Dynamik in Ausdruck, Tempo und Lautstärke mit sich bringt. Die stark veränderte Reprise legt einen größeren Fokus auf das zweite Thema. Der Satz verklingt zart im Piano.

### 2. Satz: Andante – Allegretto tranquillo
Der zweite Satz bringt einen stark programmatischen Zug in das Werk. Dieser Satz ist völlig in orientalischer Kompositionsweise gesetzt und wirkt deshalb in seiner Klangwelt sehr exotisch und ungewohnt. Er ist stark rhapsodisch gestaltet und reiht verschiedene Klangbilder aneinander.
Er beginnt mit einem Tuttischlag des kompletten Orchesters, gefolgt von einer rhythmischen Klanggrundlage der Streicher. Es folgt ein virtuoser Einstieg des Klaviers, der in einer mächtigen absteigenden arabischen Tonleiter gipfelt. Dem Pianisten wird hier äußerste technische Fertigkeit abverlangt. Es folgt das orientalische Hauptthema, das vom Klavier vorgetragen wird. Ein weiterer Gedanke führt gar in die fernöstliche Klangwelt, mit einem pentatonischen Thema in Fis-Dur.
Das Klavier stellt nun, zunächst solo, ein nubisches Liebeslied in wiegendem Rhythmus in G-Dur vor. Ein tänzerisches, arabisches Thema, das reizvoll mit der Klangwelt europäischer Tänze vermischt wird, hängt diesem nach. Wieder verändert sich der Charakter und ein Gedanke des Klaviers, unterstützt vom Tamtam, lässt ein asiatisches Bild entstehen. Ein blitzschneller Szenenwechsel wird durch ein virtuoses Doppelschlag-Thema vom Soloklavier im orientalischen Duktus herbeigeführt. Der Satz verklingt mit leisen Tremoli der Streicher.

### 3. Satz: Molto allegro
Der virtuose dritte Satz beginnt mit einem tänzerischen Thema des Soloklaviers, das bald vom Orchester aufgenommen wird. Auch ein zweiter Gedanke ist von tänzerischem und scherzhaftem Charakter, führt aber zu einem Tuttiausbruch in Moll. Auf hämmernden Akkorden des Klaviers erklingen kurze und prägnante Einwürfe der Holzbläser. Der gleichbleibende Grundrhythmus des Satzes stellt laut Saint-Saëns die monoton arbeitenden Schiffsmotoren der Dampfer auf dem Nil dar. Eine knappe freudige Wendung beendet den kurzen Satz.

## Wirkung
Das Klavierkonzert wurde am 6. Mai 1896 in Paris uraufgeführt. Das Konzert fand zu Ehren Saint-Saëns’ im Konservatorium statt, wo er fünfzig Jahre zuvor, im Alter von elf Jahren, erstmals öffentlich aufgetreten war. Die Uraufführung, bei der der betagte Komponist selbst am Klavier saß, wurde zu einem weiteren großen Erfolg für Saint-Saëns. Der Erfindungsreichtum und die teilweise etwas ungewohnte exotische Klangwelt wurden hierbei besonders gelobt. Aufgrund seines programmatischen, teilweise stark tonmalerischen Charakters erfreut sich das Konzert einer beachtlichen Beliebtheit.